# Jenkinsia lamprotaenia
Jenkinsia lamprotaenia és una espècie de peix pertanyent a la família dels clupeids.

## Descripció
- Pot arribar a fer 7,5 cm de llargària màxima.
- Nombre de vèrtebres: 40-43.
- Aleta anal petita.[6][7]

## Alimentació
Es nodreix de zooplàncton.

## Depredadors
És depredat pel mero de Nassau (Epinephelus striatus) i Carangoides ruber (a Cuba).

## Hàbitat
És un peix marí, associat als esculls i de clima subtropical (34°N-8°N, 100°W-60°W) que viu entre 0-50 m de fondària.

## Distribució geogràfica
Es troba a l'Atlàntic occidental central: des de Bermuda, Florida (els Estats Units), les Antilles, el golf de Mèxic i el mar Carib fins a Tobago.

## Ús comercial
És emprat com a esquer viu per a pescar escòmbrids.

## Observacions
És inofensiu per als humans.